# چهار زن (آهنگ)
چهار زن (به انگلیسی: Four Women)، ترانه ای از نینا سیمون، خواننده و آهنگساز جاز می‌باشد که در سال ۱۹۶۶ در آلبوم Wild Is the Wind منتشر گردید. ترانه روایتگر داستان چهار زن آفریقایی-آمریکایی می‌باشد. هر یک از چهار شخصیت نشان دهنده یک کلیشه آفریقایی-آمریکایی در جامعه است.
مجله The Village Voice این آهنگ را «تحلیلی در دسترس از میراث نکبت‌بار برده‌داری، که شمایل‌نگاری را به زنان واقعی تبدیل کرد که ما می‌شناختیم و تبدیل خواهیم شد.» توصیف کرد.

## الگوهای کهن زن آفریقایی-آمریکایی
- اولین زن از چهار زن توصیف شده در این آهنگ، خاله/عمه سارا است، شخصیتی که نماینده بردگان آمریکایی آفریقایی‌تبار است. توصیف سیمون از این زن بر جنبه‌های قوی و انعطاف‌پذیر نژاد او تأکید می‌کند:

«آنقدر قوی که بتواند درد را تحمل کند» و همچنین رنج طولانی‌مدتی که نژاد او باید تحمل کند، «بارها و بارها».
- دومین زنی که در این آهنگ ظاهر می‌شود سفرونیا نام دارد، زنی از نژاد مختلط ("پوست من زرد است") که مجبور به زندگی "بین دو جهان" است. او به عنوان یک زن مظلوم به تصویر کشیده شده‌است و داستان او بار دیگر برای برجسته کردن رنج سیاهان به دست سفیدپوستان جالس در مناصب قدرت استفاده می‌شود:

پدرم پولدار و سفیدپوست بود/ مادرم را یک شب تا دیروقت مجبور به ماندن کرد.
- زن سوم، زن فاحشه ای است که به آن چیز شیرین می‌گویند. او هم با سیاه پوستان و هم سفیدپوستان پذیرفته می‌شود، نه تنها به این دلیل که «موهای من خوب است»، بلکه به این دلیل که رضایت جنسی را فراهم می‌کند:

من دختر کوچولوی کی هستم؟ /هر کسی که پولی برای خرید من داشته باشد.
- زن چهارم و آخر بسیار سرسخت و مقاوم است. از جفا و رنجی که به مردمش متحمل شده‌است، مغموم است:

این روزها به شدت تلخ هستم/چون پدر و مادرم برده بودند.
سیمون سرانجام پس از پایانی دراماتیک که طی آن فریاد می‌زند "اسم من هلو است!"؛ نام این زن را فاش می‌کند.

## سبک
از نظر موسیقایی این آهنگ بر اساس یک ملودی ساده با همراهی پیانو، فلوت، گیتار الکتریک و گیتار بیس است. آهنگ به تدریج شدت بیشتری پیدا می‌کند و در قسمت چهارم و آخر به اوج می‌رسد. آواز سیمون پرشورتر می‌شود، مملو از احساسات می‌شود و پیانو نوازی مداوم او، دیوانه‌کننده و گاهی ناسازگار می‌شود، که احتمالاً منعکس کننده عصبانیت شخصیت است. این آهنگ با زاری سیمون، با نام «هلو» به پایان می‌رسد.

## تفسیر نادرست
علیرغم قصد سیمون برای برجسته کردن بی عدالتی در جامعه و رنج مردم آفریقایی آمریکایی، برخی شنوندگان این آهنگ را نژادپرستانه تفسیر کردند. آنها معتقد بودند که این کار بر اساس کلیشه‌های سیاهپوستان است که متعاقباً باعث ممنوعیت پخش آهنگ در چندین ایستگاه رادیویی اصلی شد.

## میراث
در سال ۲۰۲۲، مجله American Songwriter این آهنگ را در جایگاه هفتم در فهرست ۱۰ آهنگ برتر نینا سیمون قرار داد. در سال ۲۰۲۳، گاردین آن را در رتبه ششم در لیست ۲۰ آهنگ برتر سیمون قرار داد.

## بازخوانی‌ها و به‌کارگیری در فرهنگ عامه
گروه بلوز راک انگلیسی بلک کت بونز (به انگلیسی: Black Cat Bones)، این آهنگ را در تنها آلبوم استودیویی خود با نام Barbed Wire Sandwich که در سال ۱۹۷۰ منتشر شد، پوشش داد.
این آهنگ توسط فیلمساز جولی دش در یک فیلم تجربی کوتاه به همین نام در سال ۱۹۷۸ مورد اقتباس قرار گرفته‌است.
ساندرا برنهارد این آهنگ را در نمایش یک زن خود به اجرا درآورد که در سال ۱۹۹۰ توسط جان بوسکوویچ فیلمبرداری شد و به عنوان فیلم بدون تو من هیچ هستم منتشر گردید.
گروه رفلکشن اترنال (به انگلیسی: Reflection Eternal) - که متشکل از خواننده رپ طالب کویلی و تهیه‌کننده Hi-Tek است-نسخه ای با عنوان «برای زنان» را در اولین آلبوم خود در سال ۲۰۰۰ منتشر کردند.
جوی دنالین، خواننده آلمانی سبک سول، با حضور سارا تاوارس، چیوانیسو و دبورا، این آهنگ را در اولین آلبوم خود در سال ۲۰۰۲ یعنی مامانی تفسیر کرد.
نسخه کاور این آهنگ در تیتراژ پایانی فیلم For Colored Girls در سال ۲۰۱۰ نمایش داده شد؛ که شامل نمونه ای از نینا سیمون است که اولین بیت (در نقش خاله سارا) را می‌خواند. دختر نینا، لیزا سیمون در حال آواز خوانی بیت سفرونیا می‌باشد. لورا ایزیبور در نقش (چیز شیرین) و لدیسی در حال خواندن بیت (هلو) است.
این آهنگ در برنامه بلک گرلز راک (به انگلیسی: Black Girls Rock) در سال ۲۰۱۰ بود. کلی پرایس خواننده‌ه R&B در نقش خاله سارا، مارشا آمبروسیوس در نقش سفرونیا، جیل اسکات در نقش چیز شیرین و لدیسی در نقش هلو پوشش داده می‌شوند.
گروه تجربی آمریکایی Xiu Xiu در آلبوم ادای احترام به نینا سیمون با نام Nina در سال ۲۰۱۳، آهنگ «چهار زن» را پوشش داد.
این آهنگ الهام بخش نمایشنامه ۲۰۱۶ نینا سیمون: چهار زن اثر کریستینا هام بود. در نمایشنامه، نینا با سه زن اول (او چهارمین زن است) در محل بمب‌گذاری کلیسای باپتیست خیابان شانزدهم ملاقات می‌کند و آنها به شخصیت‌های آهنگ او تبدیل می‌شوند.
این آهنگ در آهنگ 2017 "The Story of O.J." از سیزدهمین آلبوم ۴:۴۴ از جی-زی در آهنگ پس زمینه به کار گرفته شد.
کوئین ایفریکا، نوازنده جامائیکایی، نسخه رگی از آهنگ را در سال ۲۰۲۱ منتشر کرد.